# Vezzano Ligure
Vezzano Ligure (en lígur: Vessan, localment: V'zan) és un comune (municipi) de la província de La Spezia, a la regió italiana de la Ligúria, situat uns 80 km al sud-est de Gènova i uns 7 km al nord-est de La Spezia.
Vezzano Ligure limita amb els següents municipis: Arcola, Bolano, Follo, La Spezia, Santo Stefano di Magra i Sarzana.

## Llocs d'interès
- Església de Nostra Signora del Soccorso (segle xviii)
- Església romànica de Santa Maria Assunta (segle xii)
- Església parroquial de San Sebastiano i Santa Maria Assunta (segle XVII)
- Torre pentagonal (segle xiii)
- Restes del castell de Vezzano Superiore

## Evolució demogràfica
| Gràfica d'evolució de Vezzano Ligure entre 1861 i 2001 |
|                                                        |
| Font: ISTAT - elaboració gràfica de Viquipèdia         |

## Economia
L'agricultura és de secà: s'hi produeix vi i oli d'oliva. També hi ha turisme i companyies de serveis que treballen per al port intermodal de La Spezia.

## Transport
Vezzano Ligure té una estació de tren de les línies Gènova-Roma i Parma-La Spezia, que es troba fora del nucli antic.
L'autopista més propera és l'A15, amb una sortida en direcció oest i una entrada en direcció est entre Santo Stefano i La Spezia.